# Андриан Краев
Андриан Бойков Краев е български професионален футболист, полузащитник на израелския Апоел Тел Авив.
Андриан е по-малък брат на футболиста на Сидни Уондърърс и българския национален отбор Божидар Краев.

## Биография
Израства в школата на Ботев (Враца). През 2016 година е привлечен в ДЮШ на ПФК Левски (София). През 2017 година обаче се завръща в Ботев.
През 2017 година преви дебют за първия състав на врачани, но не успява да се наложи, което го праща в тима на втородивизионния ПФК Хебър (Пазарджик), където остава до 2020 година, изигравайки 56 официални мача и отбелязвайки 6 попадения.
През есента на 2020 година е привлечен в столичния ПФК Левски (София). Дебютира за столичани в двубоя с Ботев (Враца) на 3 октомври 2020 година, завършил 0 – 0.

## Успехи
Левски (София)
- Купа на България (1): 2022